# ATP Nizza 1994
L'ATP Nizza 1994 è stato un torneo di tennis giocato sulla terra rossa. È stata la 23ª edizione dell'ATP Nizza che fa parte della categoria World Series nell'ambito dell'ATP Tour 1994. Si è giocato a Nizza in Francia dall'11 al 17 aprile 1994.

## Campioni

### Singolare
Alberto Berasategui ha battuto in finale  Jim Courier con il punteggio di 6–4, 6–2

### Doppio
Javier Sánchez /  Mark Woodforde hanno battuto in finale  Hendrik Jan Davids /  Piet Norval con il punteggio di 7–5, 6–3